# Vicentina
Vicentina é um município brasileiro do estado de Mato Grosso do Sul. A cidade se situa próximo a Dourados e Fátima do Sul, cidade à qual é praticamente conurbada. A distância entre as duas é de menos de 10 km centro a centro, o que faz com que compartilhem certos serviços, como transporte por exemplo.

## História

### Geologia
O município de Vicentina esta contida nos domínios da Bacia Sedimentar do Paraná e apresenta as seguintes unidades litoestratigráficas:
A formação Caiuá – apresenta arenitos finos e grosseiros, bem selecionados coloração vermelha e arroxeados, bastante ferruginosos.

### Movimentação histórica
A origem do município de Vicentina está diretamente ligada ao núcleo Colonial de Dourados. O crescimento do núcleo urbano deve-se em função da demanda de mão de obra voltada principalmente, para os algodoeiros cultivados na região na época. A distribuição de terras naquela época era feita com a presença do colono, que também ajudava a abrir picadas e em seguida recebia o protocolo do seu lote. Por Vicentina estar situada a 10 km da margem direita do Rio Dourados e possuidora de solos férteis atraiu muito interesse de fixação dos que por aqui passavam. Foi  em 1951 no governo de Eurico Dutra, a partir de colonizações agrícolas realizadas às margens do rio Dourados na altura da BR 376. Os primeiros ocupantes eram principalmente migrantes do interior paulista que vieram atraídos pela atraídos pela excelente qualidade da terra. Aqui eles construíram e viveram de muita fartura. Eutácio Caetano Braz, que chegou em 1952, jogava fora de 10 a 20 sacas de feijão por safra, pois era pouco o consumo e não tinha para quem vender. Na época havia praticamente mato, e para construir sua casa o migrante tinha que entrar na mata virgem e derrubar árvores. Uma família tradicional, que chegou na região em 1953, dizia que naquele tempo no centro de Vicentina havia um agrupamento de casinhas, ou seja, eram quatro casinhas de pau-a-pique que eram de Antonio Roberto Dias, Jubelino Mamédio, Erço Carlos do Nascimento e outro lote era dos catarinenses que foi comprado pela missão Palotina através do Pe José Daniel, que por aqui havia passado. Estas quatro casinhas também eram conhecidas como Subsede que eram onde faziam as compras e vendiam o que produziam,compras e vendas só de cereais. A casa da qual vendia cereal era de Antônio Roberto Dias. Era na Subsede que aconteciam as festas locais. Em uma dessas esquinas da Subsede tinha uma casa que tinha várias funções como escola, igreja, casa do padre, centro de reuniões, entre outros. De Vicentina até a Linha do Barreirão era toda feita de picadas, mas de lá em diante era só mata. Os meios de transportes eram a pé ou de bicicleta, pois havia muitos tocos e não dava para andar a cavalo. Nos dias de festa a chamada Subsede era muito movimentada. Na Casa Adamantina vendia só o que as pessoas mais precisavam, principalmente ferramentas agrícolas, mas o povo pedia mais e cada vez mais. Quando seu Morishita chegou aqui comprou suas terras por 150 mil réis, era muito dinheiro, mas naquele tempo como era de fartura dava até para comprar mais. Kikujy Yasunaka, que chegou em Vicentina no ano de 1954, veio morar dentro do mato, desmatando para construir sua casa, era só toco. O único poço d’água existente pelas proximidades era dentro do terreno dele e o povo da vizinhança saiam de suas casas e iam até a sua casa para se abastecerem de água, que era de boa qualidade.
Se os moradores Vicentinenses quisessem obter maiores compras tinha que ir até Dourados, que era uma cidade pequena, mas vila de muita abundância e tinha grandes oportunidades de compra e venda isto de 1956 a 1959. O distrito foi criado com a denominação de Vicentina, pela Lei nº 2095, de 20 de dezembro de 1963, subordinado ao município de Vila Brasil. No mesmo ano foi fundada a Casa Paroquial. O padre José Daniel promoveu a assistência social fundando a escola, instruindo os agricultores e implantando a fé. Mas um dos grandes sonhos do Padre era construir uma igreja grande e alta como a fé do povo Vicentinense, sonho que se tornou realidade pouco tempo depois. E o Padre José Daniel, junto ao seu jipe, construiu a igreja de tábua a mesma foi derrubada quando a atual já estava em fase de acabamento. Padre José Daniel se vê maravilhado vendo ao meio da mata os alicerces da sua escola, com verbas vindas de outras províncias, de pequenas promoções e com ajuda de seu Bernardo Baur que ganhava algum dinheiro vindo da Europa, assim conseguiu erguer o Colégio em 1962, fundar o colégio chamado Ginásio Comercial “Vicente Palotti” que passou a se chamar Escola Estadual de 1º e 2º Graus “Rainha dos Apóstolos” e hoje em sua homenagem Escola Estadual Pe José Daniel, contendo 2 (dois) andares e25 salas confortáveis. Desde 1963 começaram a ser feitos os primeiros desfiles para aumentar a animação e a cultura do povo vicentinense. Naquele tempo não tinha muitas alegorias e sim mais pelotões de alunos. Os desfiles eram feitos nas ruas ainda cheias de mato, mas já com bastantes casas.
No decorrer dos anos novas casas foram sendo construídas, estas de madeiras e telhas que eram transportadas de carroças puxadas por boi em 1965, foi feita a primeira montagem de uma caldeira que pertencia ao Sr. João Kintschev com a finalidade de industrializar madeiras para a fabricação de moradias e de casas comerciais em Vicentina. Em 1968 foram fundados e os Cursos Técnicas de Comércio e o Curso Normal. No dia 9 de julho de 1974, com a entrega do Presidente Geisel e o Governador Garcia Neto houve uma grande festa, pois foi ligada a energia para todos os habitantes de Vicentina e um posto telefônico onde a 1ª recepcionista foi Maria Helena Xavier Marangão. Antes os meios de comunicações eram muitos difíceis, era somente por cartas e demorava de 10 a 20 dias para chegarem ao seu destino. Em 1977 a região passa a fazer parte do atual estado de Mato Grosso do Sul.
Finalmente em 1986 através do recenseamento eleitoral determinada pelo então Presidente José Sarney, fez desaparecer todos aqueles eleitores cadastrados e que não mais existiam em nosso município. Foi criada em Vicentina a Associação de Amigos de Vicentina, que tinha como objetivo a qualquer preço conseguir a independência de Vicentina, como município, foi uma espécie de sangue novo onde todos lutaram sem pretensões pregando a união como forma de vencer todas as dificuldades futuras. Foi eleita a primeira diretoria da Associação Amigos de Vicentina (AAV) que assim ficou composta, Presidente: José Ferreira do Nascimento, Secretário: Gerson Pereira de Souza, Tesoureiro Jacinto Galego, Conselho Deliberativo: Levy Dias, Odilson Roberto Dias e José Salustiano de Souza, Suplentes: Manoel Severino Fernandes, José Martins Neto e Carlos Farinha, diretoria esta na quais os membros faziam inúmeras viagens e incansáveis não perdiam o desejo nem a esperança de conseguir apoio político para a realização do plebiscito e o possível apoio da Assembleia Legislativa do Estado. O projeto de lei da criação de Vicentina foi de autoria do Deputado Ivo Cerzócimo, que em conjunto com os demais parlamentares aprovaram por unanimidade. O plebiscito ocorreu no dia 7 de fevereiro de 1987, que obteve a maioria esmagadora de votos pelo sim. Graças ao trabalho da diretoria da Associação de Amigos de Vicentina que fez 18 reuniões em todas as partes do Município mostrando a população os documentos os quais estavam garantidos todos os direitos e a necessidade de o local ser independente para que não acontecesse o continuísmo do estado de abandono que a população estava mergulhada sem estradas, sem assistência medica, sem transporte para estudantes e ignorados pelo poder público até então. O ex-governador Marcelo Miranda Soares veio à praça pública e sancionou a lei n.º 725 de 20 de junho de 1987 e publicada a 22 de junho de 1987 no D. O. n.º 2091 que põe fim a esta polêmica de desenvolver ao povo vicentinense a sua liberdade e seus próprios destinos. Houve então as eleições municipais a 15 de novembro de 1988, sendo o município instalado em 1 de janeiro de 1989.

### Topônimo
O nome Vicentina se deu em homenagem a São Vicente Pallotti, fundador da congregação dos padres palotinos, da qual o Padre José Daniel um dos fundadores do município pertencia.

### Localização
O município de  está situado no sul da região Centro-Oeste do Brasil, no Sudoeste de Mato Grosso do Sul (Microrregião de Dourados). Localiza-se a uma latitude 22º24'33" sul e a uma longitude 54º26'08" oeste. Distâncias:
- 251 km da capital estadual (Campo Grande)
- 1 273 km da capital federal (Brasília).

### Geografia física

#### Solo
O município de Vicentina é composto predominantemente por Latossolo Vermelho-Escuro de textura média, com baixa fertilidade natural, podendo ou não apresentar o caráter álico. Ocorrem também Argissolos e Neossolos quartzarênicos. Os solos predominantes podem ser assim descritos:
LEa – Latossolo Vermelho-escuro álico
São solos minerais, não hidromórficos, altamente intemperizados, caracterizados por apresentarem um horizonte B latossólico. Está presente em aproximadamente 60% do total da área do município. No geral são profundos e muito profundos, bem drenados, friáveis e bastante porosos. A estrutura é fracamente desenvolvida, a variação textural em profundidade é pequena e são encontrados em forma de relevos mais aplanados.
LRa – Latossolo Roxo álico
Textura muito argilosa, relevo plano e relevo suave ondulado. Presente em aproximadamente 30% da área total do município.

#### Relevo e altitude
Está a uma altitude de 368 m. As altitudes são modestas e quase uniformes, sua cota mínima é a noroeste, com 330 metros e a máxima 492 metros no estremo sul do município.
O município de Vicentina encontra-se na Região dos  Planaltos Arenítico-Basálticos Interiores, dividindo-se em duas unidades geomorfológicas: Divisores das Sub-Bacias Meridionais e Planalto de Dourados. Apresenta relevo plano geralmente elaborado por várias fases de retomada erosiva e relevos elaborados pela ação fluvial. Possui relevo típico de região de planaltos, com topografia suavemente ondulada em vales abertos.

#### Clima, temperatura e pluviosidade
Está sob influência do clima tropical (Aw). O clima do município de Vicentina se apresenta Úmido a Subúmido, com índice efetivo de umidade com valores anuais variando de 20 a 40%. A precipitação pluviométrica anual varia entre 1500 a 1750mm, excedente hídrico de 800 a 1200mm durante cinco a seis meses e deficiência hídrica de 350 a 500mm durante quatro meses.

#### Hidrografia
Está sob influência da Bacia do Rio da Prata. Devido a sua pequena extensão geográfica, o município de Vicentina conta apenas com com as nascentes do Rio Guirai, no seu extremo meridional e alguns pequenos córregos cortando o município de sul a norte como o Oculto, Carajá, Água Limpa, Tapei e com o Rio Formoso, compõem a bacia hidrográfica do Rio Paraná. Pequenas lagoas ocupam a porção noroeste da área territorial, sendo algumas delas nascente de córregos.

#### Vegetação
Se localiza na região de influência do Cerrado. O município de Vicentina possui uma área que apresenta vegetação natural totalmente descaracterizada pela ação do homem.
Em tempos passados predominava nesta região, a Floresta Semidecidual, que foi sendo destruída aos poucos, restando apenas alguns remanescentes. Estas áreas foram utilizadas para o plantio de agricultura e formação de pastagens.
A cobertura vegetal que predomina atualmente é a pastagem plantada, que é complementada pela lavoura. O mesmo aconteceu nas áreas de contato entre a Floresta Estacional Semidecidual e a Savana (Área de Tensão Ecológica), onde se implantaram pastagens (Ap2).

### Geografia política

#### Fuso horário
Está a -1 hora com relação a Brasília e -4 com relação ao Meridiano de Greenwich (Tempo Universal Coordenado)

#### Área
Ocupa uma superfície de 310,216 km².

#### Subdivisões
Além da sede, possui os distritos de São José (10 km) e Vila Rica (18 km).

#### Arredores
Limita-se ao norte com o município de Fátima do sul, pela fundação da Terceira Linha a distância de 09 km, ao Sul com o município de Juti por uma Linha seca a 60 km, a leste com o município Cabeceira do Oculto e o Córrego Formoso a 60 km, a leste com o município de Jatei pela Linha do Travessão dos Dois Bolichos a 18 km e Glória de Dourados a 27 km, e por fim a oeste com o município de Fátima do Sul pelo Travessão do Cinco.

## Administração
- Prefeito: Marquinhos do Dedé (PSDB) (2021/2024)
- Vice-prefeito: Japão (PSDB) (2021/2024)
- Presidente da câmara: José Machado (2008-2010)

### Símbolos oficiais
O Brasão do Município foi objeto de concurso proposto pela Associação de Amigos de Vicentina – AAV, e a comissão julgadora foram os vereadores da Comissão de ordem Social da Gestão 1989/1990. Os autores do Brasão vencedor foram os alunos, Daniel Pinhel Júnior e Neuma Moraes de Almeida. A Bandeira do Município também obedeceu ao mesmo critério anterior sendo vencedor o aluno Valdir Caetano.

## Economia e infraestrutura
A principal atividade econômica do Município é a agricultura com maior participação na arrecadação de Imposto sobre Circulação de Mercadorias (ICM), voltada basicamente para a produção de soja, algodão e trigo. A pecuária bovina, pouco expressiva é voltada para aa produção de leite.
Verifica-se a presença marcante de pequenas propriedades, predominando áreas de 30 a 50 ha que praticam agricultura mecanizada, contando, com a presença marcante de mão de obra de trabalhadores ambulantes no período de colheita do algodão. A pecuária é do tipo extensiva.

### Agricultura
Área rural em hectares e população - 20 de junho de 2005
- De 0000 a 0001 ha =  14 propriedades =      5,59 ha total
- de 0001 a 0002 ha =  26 propriedades =     34,71 ha total
- de 0002 a 0005 ha = 201 propriedades =   728,79 ha total
- de 0005 a 0010 ha = 121 propriedades =   915,85 ha total
- de 0010 a 0020 ha = 154 propriedades = 2.018,48 ha total
- de 0020 a 0050 ha = 219 propriedades = 6.854,35 ha total
- de 0050 a 0100 ha =  71 propriedades = 5.022,53 ha total
- de 0100 a 0200 ha =  33 propriedades = 4.549,21 ha total
- de 0200 a 0500 ha =  16 propriedades = 4.265,85 ha total
- de 0500 a 1000 ha =  03 propriedades = 2.508,85 ha total
- de 1000 a 2000 ha =  01 propriedades =  728,79 ha total
- Total de 859 propriedades existentes = 27.965,81 hectares totais

Principais Produtos
- Soja = 3.465 ha
- Milho = 2.930 ha
- Mandioca = 350 ha
- Feijão = 300 ha
- Algodão = 150 ha
- Arroz = 65 ha

### Pecuária
Principais Rebanhos
- Aves = 435.000 cabeças
- Bovinos = 23.928 cabeças
- Suínos = 12.000 cabeças
- Equinos = 1.397 cabeças
- Ovinos = 275 cabeças

### Comércio
Com 41 estabelecimentos comerciais, a atividade comercial e de serviços de Vicentina são características de pequenos núcleos urbanos, predominando pequenos e micros estabelecimentos pouco diversificados, voltados para a comercialização de produtos de consumo básico.
A atividade comercial é pouco expressiva, destacando empresas de médio e pequeno porte como: oficinas, trituradeira de milho e beneficiamento de arroz, fábrica de rações e metalúrgicas.

### Indústria
- Indústria 08
- Cana de Açúcar = 1 Usina

### Infraestrutura
A Sede do Município localiza-se numa posição privilegiada, inserido em região de franco desenvolvimento, sendo cortada ao Centro pela BR-376 que possibilita acesso pavimentado a importantes centros, tais como: Fátima do Sul (6 km), Glória de Dourados (26 km) e Dourados (43 km).
Dispõe também de acesso pavimentado à BR-163, que liga o Município a Campo Grande (251 km) e ao Porto de Paranaguá, sempre por rodovia pavimentada.
A área rural é servida de 133 km de estradas divididos pelas comunidades rurais de Vila Rica, São José, Três Irmãs e Potreirito. Na área rural dispõem-se de rodovias municipais.